# STS-104
STS-104は、スペースシャトルアトランティスを用いて行われた国際宇宙ステーションへのミッションである。2001年7月にフロリダ州のケネディ宇宙センターから打ち上げられた。主な目的はクエストモジュールの取付けとISSの維持管理である。3度の宇宙遊泳を含むミッションは成功し、事故無く地球に帰還した。

## 乗組員
| 職務                      |                                             |
| ------------------------- | ------------------------------------------- |
| 船長                      | スティーヴン・W・リンジー （3度目の飛行）   |
| パイロット                | チャールズ・ホーバー （初飛行）             |
| ミッションスペシャリスト1 | マイケル・ガーンハート （4度目の飛行）      |
| ミッションスペシャリスト2 | ジャネット・L・カヴァンディ （3度目の飛行） |
| ミッションスペシャリスト3 | ジェームズ・レイリー2世 （2度目の飛行）     |

## ミッションパラメータ
- 質量:
  - 打上げ時質量:117,129 kg
  - 帰還時質量:94,009 kg
  - ペイロード:8,241 kg
- 近点:372 km
- 遠点:390 km
- 軌道傾斜角:51.6°
- 軌道周期:92.2分

### ISSとのドッキング
- ドッキング時刻:2001年7月14日 03:08:00 UTC
- ドッキング解除時刻:2001年7月22日 04:54:00 UTC
- ドッキング時間:8日1時間46分00秒

### 宇宙遊泳
- ガーンハートとレイリー - EVA1
- 開始時刻:2001年7月15日 03:10 UTC
- 終了時刻:2001年7月15日 09:09 UTC
- 時間:5時間59分

- ガーンハートとレイリー - EVA2
- 開始時刻:2001年7月18日 03:04 UTC
- 終了時刻:2001年7月18日 09:33 UTC
- 時間:6時間29分

- ガーンハートとレイリー - EVA3
- 開始時刻:2001年7月21日 04:35 UTC
- 終了時刻:2001年7月21日 08:37 UTC
- 時間:4時間02分

## ミッションハイライト
STS-104の主な目的はクエストモジュールの運搬と取付けだった。これはジョイントエアロックで、シリンダー状の気密された2つの部屋がハッチで繋がっている構造をしていた。ISSに取り付けられ、起動された後は、ISSからの宇宙遊泳の主な出口として働いた。
ジョイントエアロックは長さ6.1m、直径4.0mで、重量は5.9トンである。アラバマ州ハンツビルのマーシャル宇宙飛行センターでボーイングによって製造された。またSTS-104ではスペースラブの4つの高圧ガス容器も運ばれ、エアロックの外側に取り付けられた。
ミッションスペシャリストのマイケル・ガーンハートとジェームズ・レイリーは3度の宇宙遊泳を行い、合計で16時間30分を船外で過ごした。最初の宇宙遊泳ではエアーロックの取付けを補助した。2度目と3度目には4つの高圧ガスタンクや手すり、生命維持装置等をエアーロックの外壁に取付けた。3度目の宇宙遊泳は、クエスト自身から出て行われた。

## 起床コール
NASAの有人飛行では、ジェミニ計画以来、乗組員は宇宙での一日の始まりに特別な音楽を流すことになっている。それぞれの音楽は家族等により特別に選ばれたもので、乗組員各自にとって特別な意味を持つか、日常の業務に適したものである。
| 日     | 曲                      | 歌手/作曲家                                                     | リンク             |
| ------ | ----------------------- | --------------------------------------------------------------- | ------------------ |
| Day 2  | Wallace Courts Murron   | 『ブレイブハート』サウンドトラック                              | WAV MP3 TRANSCRIPT |
| Day 3  | God of Wonders          | Caedmons Call                                                   | WAV MP3 TRANSCRIPT |
| Day 4  | Space Cowboy            | イン・シンク                                                    | WAV MP3 TRANSCRIPT |
| Day 5  | No Woman, No Cry        | ボブ・マーリー&ザ・ウェイラーズ                                 | WAV MP3 TRANSCRIPT |
| Day 6  | Nobody Does it Better   | カーリー・サイモン, from the The Spy Who Loved Me soundtrack    | WAV MP3 TRANSCRIPT |
| Day 7  | Happy Birthday, Darling | Conway Twitty                                                   | WAV MP3 TRANSCRIPT |
| Day 8  | All I Wanna Do          | シェリル・クロウ                                                | WAV MP3 TRANSCRIPT |
| Day 9  | A Time to Dance         | Space Center Intermediate School Symphonic Band                 | WAV MP3 TRANSCRIPT |
| Day 10 | I Could Write a Book    | ハリー・コニック・ジュニア, from 恋人たちの予感サウンドトラック | WAV MP3 TRANSCRIPT |
| Day 11 | Who Let the Dogs Out?   | The Baha Boys                                                   | WAV MP3 TRANSCRIPT |
| Day 12 | Orinoco Flow            | エンヤ                                                          | WAV MP3 TRANSCRIPT |
| Day 13 | Honey, I'm Home         | シャナイア・トゥエイン                                          | WAV MP3 TRANSCRIPT |
| Day 14 | Hold Back the Rain      | デュラン・デュラン                                              | WAV MP3 TRANSCRIPT |